# 女流本因坊戦
女流本因坊戦（じょりゅうほんいんぼうせん）は、共同通信社及び日本棋院主催の囲碁の女流棋戦。1981年創設。女流棋戦では最も格が高い。挑戦手合の勝者は女流本因坊のタイトル称号を得る。また5連覇により名誉女流本因坊の資格を得る。前身は1952年創設の女流選手権戦。毎日新聞社主催の本因坊戦とは無関係。

## 概要
- 掲載新聞 岩手日報、福島民友新聞、山梨日日新聞、北日本新聞、福井新聞、山陰中央新報[注釈 1]、愛媛新聞、徳島新聞、佐賀新聞、長崎新聞、琉球新報
- 優勝賞金 (-3期)300万円、(4期-)360万円、(5期-)380万円、(7期-)420万円、(9期-)430万円、(13期-)460万円、(16期-)500万円、(28期-)580万円、(35期-)550万円

## 方式
24名による本戦トーナメントで挑戦者で挑戦者を決定し、前年の女流本因坊に挑戦する。前年の本戦ベスト4と、女流タイトル保持者はシード権を得て、予選免除で本戦トーナメントより出場する。挑戦手合は、第1-13期は三番勝負、1995年第14期以降は五番勝負。コミは、第1-21期は5目半、第22期より6目半。持時間は各4時間。第1期は前年の女流選手権者への挑戦手合。
1997年から2000年の優勝者は、翌年の日中スーパー囲碁の女流戦に出場した。

## 歴代優勝者と挑戦手合
（左が優勝者）
1. 1982年 本田幸子 2-1 小林禮子
2. 1983年 楠光子 2-1 本田幸子
3. 1984年 本田幸子 2-0 楠光子
4. 1985年 楠光子 2-1 本田幸子
5. 1986年 小川誠子 2-0 楠光子
6. 1987年 楠光子 2-1 小川誠子
7. 1988年 楠光子 2-0 小川誠子
8. 1989年 楠光子 2-0 小川誠子
9. 1990年 中澤彩子 2-1 楠光子
10. 1991年 中澤彩子 2-1 小林千寿
11. 1992年 加藤朋子 2-0 中澤彩子
12. 1993年 吉田美香 2-1 加藤朋子
13. 1994年 吉田美香 2-0 佃亜紀子
14. 1995年 吉田美香 3-1 知念かおり
15. 1996年 吉田美香 3-0 中澤彩子
16. 1997年 知念かおり 3-1 吉田美香
17. 1998年 知念かおり 3-0 加藤朋子
18. 1999年 知念かおり 3-1 小林泉美
19. 2000年 祷陽子 3-2 知念かおり
20. 2001年 小林泉美 3-1 祷陽子
21. 2002年 小林泉美 3-2 知念かおり
22. 2003年 小林泉美 3-1 矢代久美子
23. 2004年 知念かおり 3-1 小林泉美
24. 2005年 矢代久美子 3-0 知念かおり
25. 2006年 矢代久美子 3-1 祷陽子
26. 2007年 謝依旻 3-0 矢代久美子
27. 2008年 謝依旻 3-1 鈴木歩
28. 2009年 謝依旻 3-1 青木喜久代
29. 2010年 謝依旻 3-0 向井千瑛
30. 2011年 謝依旻 3-1 向井千瑛
31. 2012年 謝依旻 3-0 奥田あや
32. 2013年 向井千瑛 3-2 謝依旻
33. 2014年 藤沢里菜 3-0 向井千瑛
34. 2015年 謝依旻 3-2 藤沢里菜
35. 2016年 藤沢里菜 3-1 謝依旻
36. 2017年 謝依旻 3-2 藤沢里菜
37. 2018年 藤沢里菜 3-1 謝依旻
38. 2019年 上野愛咲美 3-1 藤沢里菜
39. 2020年 藤沢里菜 3–2 上野愛咲美
40. 2021年 藤沢里菜 3–0 星合志保
41. 2022年 藤沢里菜 3–0 上野愛咲美
42. 2023年 藤沢里菜 3–2 上野梨紗
43. 2024年 藤沢里菜 3–2 牛栄子

## 女流選手権戦
1952年創設、1981年で終了し、女流本因坊戦に発展。東京タイムズ主催。第1期は決勝一番勝負、第2期以降は挑戦手合三番勝負。第6期から、前年度挑戦手合敗者と予選を勝ち上がった3名の計4名のリーグ戦で挑戦者を決定。コミは4目半、第21期より5目半。女流棋戦としては最も古い歴史を持つ。
歴代優勝者（左が優勝者）
1. 1952年 伊藤清子（友恵） - 武田みさを
2. 1953年 本田寿子 2-0 伊藤友恵
3. 1954年 杉内（本田）寿子 2-0 鈴木津奈
4. 1955年 杉内寿子 2-1 伊藤友恵
5. 1956年 杉内寿子 2-0 伊藤友恵
6. 1957年 伊藤友恵（リーグ戦で優勝者を決定）
7. 1958年 伊藤友恵 2-0 鈴木津奈
8. 1960年 伊藤友恵 2-0 本田幸子
9. 1961年 伊藤友恵 2-0 木谷禮子
10. 1962年 伊藤友恵 2-0 武田みさを
11. 1963年 木谷禮子 2-1 伊藤友恵
12. 1965年 伊藤友恵 2-1 木谷禮子
13. 1966年 木谷禮子 2-0 伊藤友恵
14. 1967年 木谷禮子 2-1 伊藤友恵
15. 1968年 木谷禮子 2-1 児玉幸子
16. 1969年 本田幸子 2-1 木谷禮子
17. 1971年 木谷禮子 2-0 本田幸子
18. 1972年 木谷禮子 2-1 本田幸子
19. 1973年 本田幸子 2-0 木谷禮子
20. 1974年 本田幸子 2-0 伊藤友恵
21. 1975年 本田幸子 2-1 小林千寿
22. 1976年 小林千寿 2-0 本田幸子
23. 1977年 小林千寿 2-1 本田幸子
24. 1978年 小林千寿 2-1 小川誠子
25. 1979年 小川誠子 2-0 小林千寿
26. 1980年 小川誠子 2-1 小林千寿
27. 1981年 本田幸子 2-1 小川誠子

## 記録
- 最多連続優勝 謝依旻 6回
- 最多優勝 謝依旻・藤沢里菜 8回
- 最多優勝（女流本因坊戦） 謝依旻・藤沢里菜 8回
- 最多優勝（女流選手権戦） 伊藤友恵 7回
- 最年少奪取 藤沢里菜 16歳1ヶ月（第33期女流本因坊戦）
- 最年少挑戦 藤沢里菜 16歳0ヶ月（第33期女流本因坊戦）
- 最年少本戦入り 仲邑菫 11歳11ヶ月（第40期女流本因坊戦）
- 親子優勝 木谷禮子（女流選手権戦）・小林泉美（女流本因坊戦）
- 姉妹優勝 杉内寿子・本田幸子（女流選手権戦）・楠光子（女流本因坊戦）